# Haplocladium fauriei
Haplocladium fauriei är en bladmossart som beskrevs av R. Watanabe 1963. Haplocladium fauriei ingår i släktet Haplocladium och familjen Thuidiaceae. Inga underarter finns listade i Catalogue of Life.